# Xã Paradise, Quận York, Pennsylvania
Xã Paradise (tiếng Anh: Paradise Township) là một xã thuộc quận York, tiểu bang Pennsylvania, Hoa Kỳ. Năm 2010, dân số của xã này là 3.766 người.